# Bieńki-Śmietanki
Bieńki-Śmietanki (prononciation : [ˈbjɛɲki ɕmjɛˈtanki]) est un village polonais de la gmina de Sońsk dans le powiat de Ciechanów de la voïvodie de Mazovie dans le centre-est de la Pologne.
Il se situe à environ 7 kilomètres au sud-ouest de Sońsk (siège de la gmina), 13 kilomètres au sud de Ciechanów (siège du powiat) et à 65 kilomètres au nord-ouest de Varsovie (capitale de la Pologne).
Le village possède approximativement une population de 85 habitants en 2006.

## Histoire
De 1975 à 1998, le village appartenait administrativement à la voïvodie de Ciechanów.